# Màrius Serra i Roig

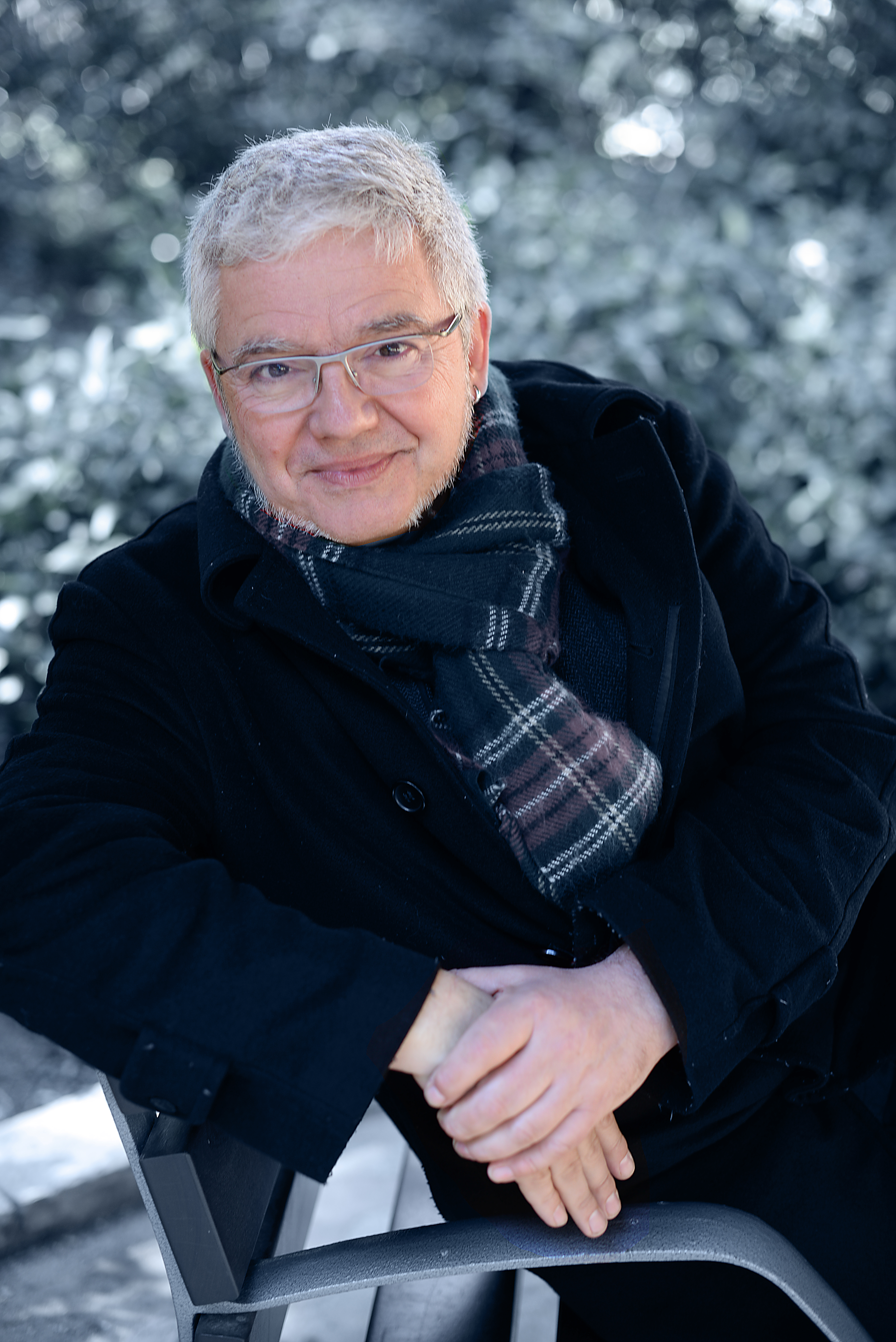
Màrius Serra (2019)

Màrius Serra i Roig (Barcellona, 1º maggio 1963) è uno scrittore, enigmista e ludolinguista spagnolo. Scrive abitualmente in lingua catalana.

## Biografia
Si è laureato presso l'Università di Barcellona in filologia inglese (anglogermanistica) nel 1987. Scrittore di libri di narrativa, enigmistica e ludolinguistica, raggiunse la notorietà con la pubblicazione del racconto Mon oncle. Ha tradotto, dall'lingua inglese e dallo spagnolo in catalano, testi di vari autori fra i quali Matthew Kneale, Groucho Marx, Tom Sharpe, Alexander Stuart, Jorge Wagensberg ed Edmund White. È l'unico membro non italiano del gruppo letterario OpLePo. Ha vinto numerosi premi letterari come il Premi Ramon Llull de novel·la per il libro Farsa.
Màrius Serra presenta il programma televisivo sui libri Alexandria su Canal 33 (Televisió de Catalunya). Dirige inoltre lo spazio radiofonico Enigmàrius su El matí de Catalunya Ràdio. È autore dei rebus del concorso televisivo Bocamoll su TV3. Collabora frequentemente con vari giornali catalani: tiene una rubrica settimanale di enigmistica sul supplemento culturale del quotidiano Avui ed è l'autore del cruciverba su La Vanguardia. È socio del Futbol Club Barcelona. È fondatore del sito di enigmistica e ludolinguistica Verbalia insieme a Rafael Hidalgo de la Torre e Beatrice Parisi.

### Opere principali
- Linia (1987)
- Amnèsia (1988)
- L´home del sac (1990)
- Tres és massa (1991)
- Contagi (1993)
- Mon oncle (1996)
- La vida normal (1998)
- Ablanatanalba (1999)
- Verbàlia (2000)
- Verbàlia.com(2002)
- Mononcle (2003)
- De com s'escriu una novel·la (2004)
- Farsa (tradotto da Beatrice Parisi) (2006)
- Enviar i Rebre(2007)
- Quiet (italiano: Quieto, tradotto da Beatrice Parisi) (2008)

## Riconoscimenti
- 1986 Premi Ciutat d'Elx per Lletra menuda
- 1987 Premi El Brot per Amnèsia
- 1994 Fundació Enciclopèdia Catalana de narrativa per Mon oncle
- 1999 Premi Ciutat de Barcelona per La vida normal
- 2001 Premi de la Crítica Serra d'Or d'estudis literaris per Verbàlia
- 2001 Premi Lletra d'Or per Verbàlia
- 2006 Premi Ramon Llull de novel·la per Farsa